# Division mécanisée « Brunete » no 1
La division mécanisée « Brunete » no 1 était une unité militaire de l'armée espagnole, créée en 1943 sous le nom de Division blindée no 1, puis de Division blindée « Brunete », nom qui a été modifié à l'occasion de la réorganisation de l'armée espagnole en 1996.
Considérée comme la division la mieux armée et la plus puissante d'Espagne, elle était composée d'une brigade blindée, de deux brigades mécanisées, d'un régiment de cavalerie, d'un régiment d'artillerie de campagne, d'un régiment d'artillerie antiaérienne, d'un régiment du génie, ainsi que d'un groupement logistique et d'un groupement d'état-major. Ses unités étaient réparties entre Castille-et-León, Madrid, Castille-La Manche, Estrémadure, La Rioja et l'Andalousie. Avec la réforme militaire de 2006, elle a été réorganisée et sa structure de base a cessé d'être celle d'une division (bien que ses brigades aient continué d'exister) ; la division a donc cessé d'exister.

## Histoire

### Régime franquiste
Officiellement créée le 20 août 1943 par l'instruction générale n° 2 de l'état-major central de l'armée, elle a été formée sur la base de l'ancienne 13e division. Il doit son nom à la bataille de Brunete pendant la guerre civile, qui fut la plus grande bataille de chars de l'histoire militaire espagnole. Les origines de la division blindée remontent à la restructuration militaire qui a suivi la guerre civile, lorsque cinq régiments de chars ont été créés pour utiliser les véhicules capturés. Elle était initialement composée d'un régiment d'infanterie, de deux régiments d'infanterie motorisée et d'un régiment de chars, dont les plus modernes étaient 20 Panzer IV J, achetés à l'Allemagne nazie au plus fort de la Seconde Guerre mondiale, et les anciens T-26 soviétiques capturés pendant la guerre civile auprès de l'Armée populaire républicaine. Le premier général de division qui la commande est Ricardo Rada (es) et la division est établie au camp d'El Goloso, dans la Sierra de Guadarrama.
Avec la normalisation des relations diplomatiques et militaires avec les États-Unis au milieu des années 1950, des chars de combat M-24 et M-47, des unités d'artillerie automotrices et une compagnie d'armes lourdes ont été ajoutés à la division.
La division blindée en tant que telle n'a pas participé à des actions de guerre, mais certaines de ses unités ont pris part à des campagnes telles que Sidi-Ifni (1957-1958), avec la participation d'une compagnie expéditionnaire du régiment d'infanterie mécanisée "Wad-Ras" n° 55, et au Sahara espagnol (1974-1975). Dans les années 1960, elle adopte le nom de division blindée Brunete n° 1 et se structure en un quartier général (situé à El Pardo (es)), une brigade motorisée avec des véhicules à chenilles, un régiment d'artillerie de campagne, un régiment de sapeurs, un groupe logistique, un groupe d'artillerie anti-aérienne et une brigade blindée, acquérant également les chars américains M-48. En 1977, en pleine transition vers la démocratie, la division est modernisée avec des chars AMX-30E fabriqués en Espagne sous licence française.

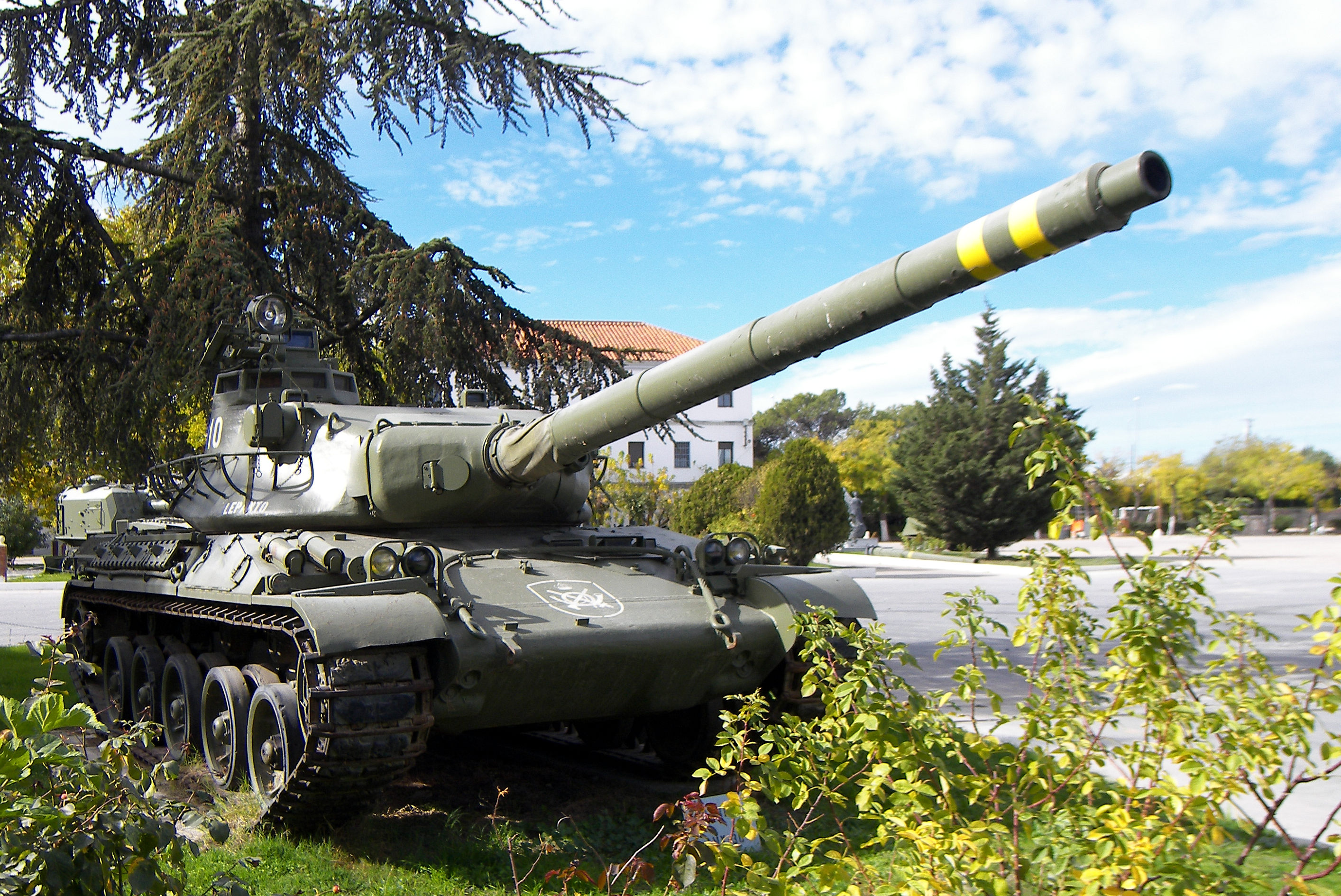
Char AMX-30E exposé au musée des véhicules blindés de la base d'El Goloso (Madrid).

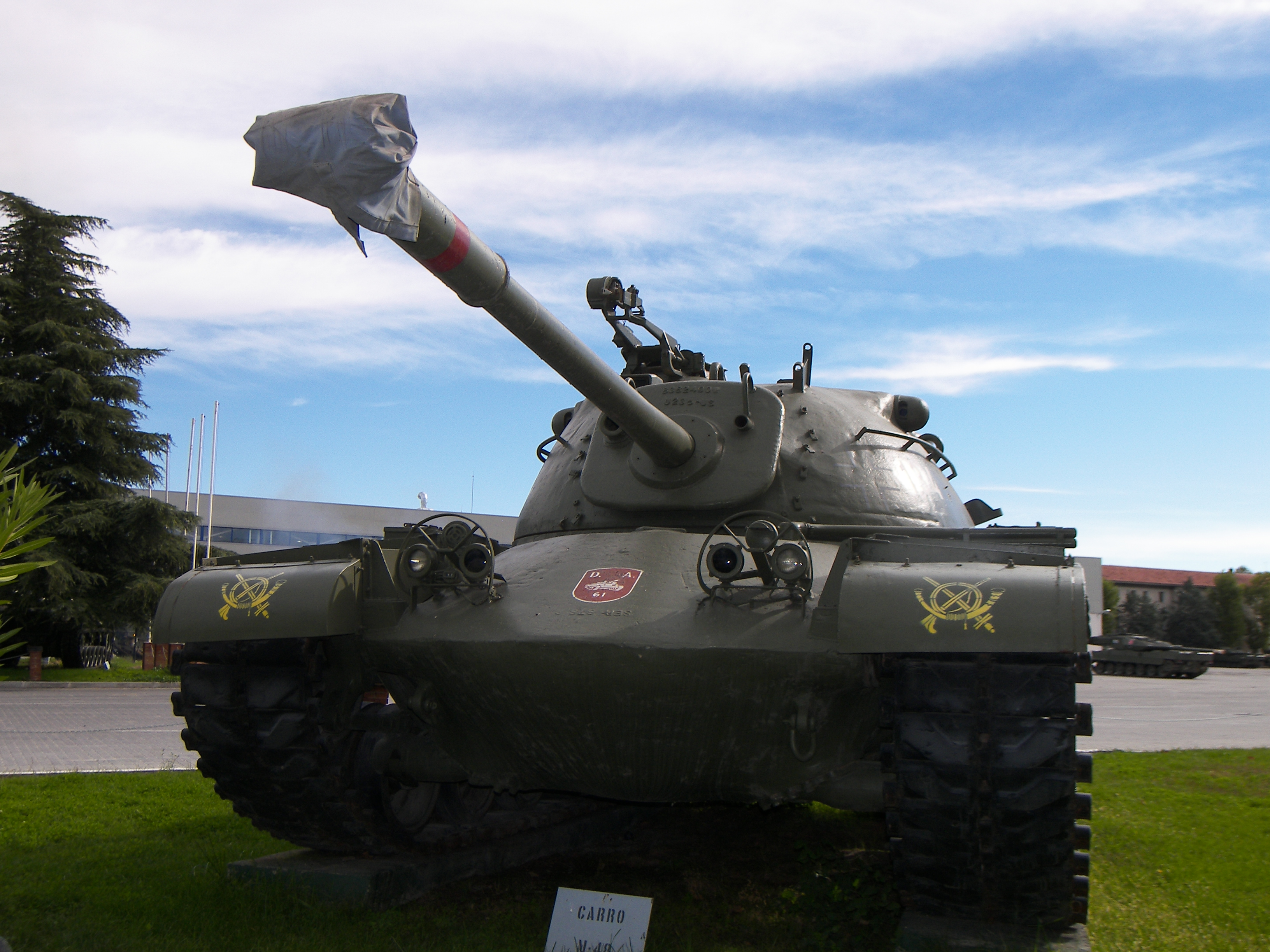
Un M-48 (avec le blason de la division sur le devant) également exposé à El Goloso.

### Le «23-F»
Dans le cadre de la tentative de coup d'État du 23 février 1981 (dite « 23-F »), la division blindée Brunete de l'époque a joué un rôle important dans les plans des conspirateurs. À l'époque, la division comptait 13 000 hommes ainsi qu'une abondance de véhicules et de matériel de guerre, et son commandant en chef était le général de division José Juste Fernández (es). Avant lui, il y avait le général de division Luis Torres Rojas (à l'époque gouverneur militaire de La Corogne, dans la VIIIe région militaire (es)) et, bien avant lui, le capitaine général de la IIIe région militaire (es), Jaime Milans del Bosch. Tous deux étaient des officiers militaires fortement impliqués dans la conspiration et ayant un long passé de conspirateurs. Certains officiers et commandants importants de l'unité, tels que le colonel José Ignacio San Martín (chef de l'état-major divisionnaire) et Ricardo Pardo Zancada (es), étaient pleinement favorables au coup d'État et ont activement conspiré dans ce sens,. Lors d'une réception officielle le 18 novembre 1980, San Martín avait déclaré au roi Juan Carlos Ier que la division était « énervée, très énervée » par la situation du pays.
Dans l'après-midi du 23 février, les commandants de Brunete avaient reçu l'ordre de placer des troupes à Madrid « au service de l'Espagne et au nom du Roi ». Les positions suivantes leur avaient été assignées : la Carrera de San Jerónimo, le parc du Retiro, le canal Isabel II, le Campo del Moro (adjacent au Palacio de Oriente) et les principaux médias, notamment la Radio Televisión Española. Torres Rojas revient précipitamment de La Corogne pour tenter de prendre le commandement de la division et de la faire participer au coup d'État, mais il n'y parvient pas. Les troupes de Brunete n'ont pas atteint ces endroits grâce aux ordres du capitaine général de la région militaire de Madrid (es), Quintana Lacaci, qui a retenu les commandants des unités qui étaient déjà en route. Plus tard, le chef de la division, le général de division Juste, se rendant compte que le roi n'avait pas ordonné de mouvements de troupes (contrairement à ce que les conspirateurs avaient annoncé), a également ordonné l'arrêt de toute action. Cependant, l'attitude hésitante du général Juste au début du projet a conduit à son licenciement quelques mois plus tard.

### Période démocratique
Les attaques du groupe terroriste ETA ont atteint leur paroxysme dans les années 1980, touchant même la division : le matin du 4 novembre 1982, le commandant en chef de l'unité, le général Víctor Lago Román, a été assassiné et son chauffeur blessé alors qu'il circulait dans les rues de Madrid dans le véhicule officiel du commandant.
L'intégration de l'Espagne dans l'Alliance atlantique a entraîné une profonde réorganisation des commandements et de la structure. Plusieurs unités de la division ont rejoint le Corps d'armée européen et la Force d'action rapide de l'OTAN, participant aux missions espagnoles en Bosnie-Herzégovine, pour lesquelles elle a reçu la médaille collective de l'armée. En février 1996, dans le cadre de la réorganisation profonde de l'armée espagnole, l'unité a été rebaptisée Division mécanisée n° 1 de Brunete et deux ans plus tard, elle a déplacé son quartier général de Madrid à Burgos, dans la caserne Diego Porcelos. Avec des unités en garnison à Burgos, Valladolid et La Rioja, ainsi que trois brigades en garnison à Madrid, Badajoz et Cordoue. Il a ensuite été présent dans les missions étrangères espagnoles en Afghanistan (2003-2004) et au Kosovo.
En 2006, lorsqu'une nouvelle réorganisation de l'armée a été approuvée par le décret royal 416/2006 du 11 avril, il a été établi que les forces lourdes de l'armée seraient composées de son quartier général à Burgos et de trois brigades mécanisées stationnées à Cordoue, Badajoz et Madrid. Cette année-là, par le biais de l'instruction communiquée 120/06, ainsi que des modifications nécessaires pour adapter la structure des forces de l'armée de terre au décret royal 416/2006, il a été décidé que la division mécanisée "Brunete" n° 1 deviendrait le commandement des forces lourdes. Le dernier commandant de la division était José Manuel Mollá Ayuso, qui après sa dissolution est devenu commandant du commandement des forces lourdes.

## Généraux
- [[Ricardo de Rada y Peral|Ricardo Rada (es)]] (1943-1945)
- Maximino Bartomeu Gonzalez-Longoria (1945-1950)
- Miguel Rodrigo Martínez (es) (1950-1952)
- Alfredo Galera Paniagua (1952-1955)
- Alfredo Erquicia Aranda (1955-1959)
- Mariano Gómez-Zamalloa y Quirce (es) (1959-1961)
- Ángel Ramírez de Cartagena y Marcaida (es) (1961-1965)
- Alfonso Pérez-Viñeta y Lucio (1965-1968)
- Tomás García Rebull (1968-1970)
- Julio Coloma Gallegos (1970-1971)
- Ignacio Crespo del Castillo (1971-1972)
- Emilio Monje Rodríguez (1972-1973)
- Federico Gómez de Salazar (es) (1973-1974)
- Jaime Milans del Bosch y Ussía (1974-1977)
- Antonio Pascual Galmes (1978-1979)
- Luis Torres Rojas (1979-1980)
- José Juste Fernández (es) (1980-1981)
- Francisco Carbonell-Cadenas de Llano (1981-1981)
- Víctor Lago Román (1981-1982)
- Prudencio Pedrosa Sobral (1982-1984)
- Juan Bautista Sánchez Bilbao (1984-1985)
- Juan Castellanos Gómez (1985-1986)
- Ramón Porgueres Hernández (1986-1987)
- José Rodrigo Rodrigo (es) (1987-1988)
- Fernando Martínez Valín (1988-1991)
- Máximo de Miguel Page (1991-1993)
- Agustín Muñoz-Grandes Galilea (1993-1994)
- Juan García Martínez (1994-1996)
- José Ramón Lago Vázquez (1996-2000)
- José Mena Aguado (2000- 2001)
- Emilio Pérez Alamán (2001- 2004)
- Fulgencio Coll (es) (2004- 2006)
- José Manuel Mollá Ayuso (2006- 2006)